# 费斯塔朗
费斯塔朗（法語：Festalemps，法語發音：[fɛstalɛ̃]）是法国多尔多涅省的一个旧市镇，属于佩里格区。2017年，费斯塔朗与邻近的2个市镇合并为新市镇佩里戈尔地区圣普里瓦。

## 地理
费斯塔朗（45°13'35"N, 0°14'26"E）面积12.27 平方千米，位于法国新阿基坦大区多爾多涅省，该省份为法国西南部内陆省份，是法國本土面积第三大的省，大致对应佩里戈尔地区，北起顺时针与夏朗德省、上维埃纳省、科雷兹省、洛特省、洛特-加龙省、吉倫特省和滨海夏朗德省接壤。
与费斯塔朗接壤的市镇（或旧市镇、城区）包括：沙赛涅、旺克桑、蓬泰罗、圣樊尚雅尔穆捷、圣普里瓦德普雷、圣安托万-屈蒙、小贝尔萨克。
费斯塔朗的时区为UTC+01:00、UTC+02:00（夏令时）。

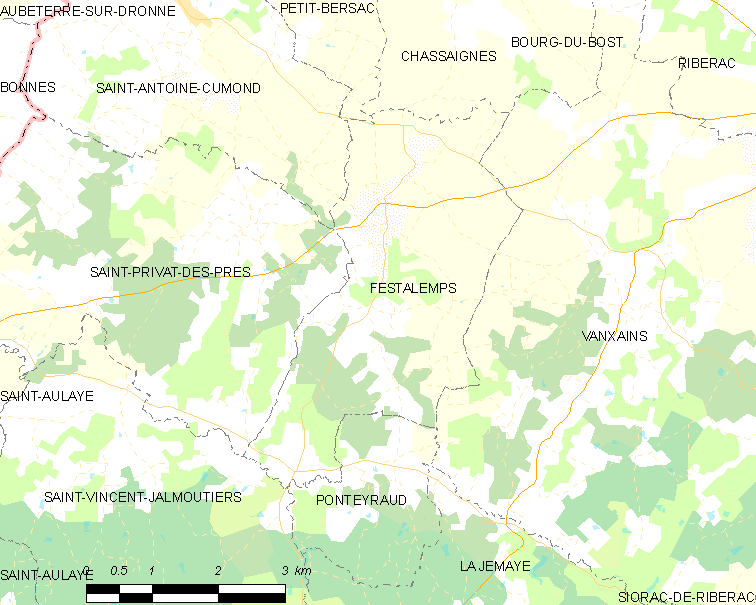
费斯塔朗的OSM定位图

## 行政
费斯塔朗的邮政编码为24410，INSEE市镇编码为24178。

## 政治
费斯塔朗所属的省级选区为蒙蓬-梅内斯泰罗勒县。

## 人口

1962-2008年间费斯塔朗人口变化图示

费斯塔朗于2018年1月1日时的人口数量为245人。